# Małobądz (województwo małopolskie)
Małobądz – wieś w Polsce położona w województwie małopolskim, w powiecie olkuskim, w gminie Bolesław.
| SIMC    | Nazwa  | Rodzaj     |
| ------- | ------ | ---------- |
| 0213010 | Górka  | część wsi  |
| 0213032 | Pniaki | przysiółek |

Nazwa wsi pochodzi od staropolskiego imienia męskiego Małobąd.
W latach 1975–1998 miejscowość administracyjnie należała do województwa katowickiego.
W Małobądzu znajduje się parafialny kościół polskokatolicki pw. św. Barbary.